# Galliavola
Galliavola – miejscowość i gmina we Włoszech, w regionie Lombardia, w prowincji Pawia.
Według danych na rok 2004 gminę zamieszkiwały 232 osoby, gęstość zaludnienia wynosiła 29 os./km².